# Bamako (película)
Bamako es una película del año 2006.

## Sinopsis
En el patio de un barrio popular de Bamako, han instalado un tribunal. Representantes de la sociedad civil africana entablan un proceso contra las instituciones financieras internacionales: el Banco Mundial y el FMI, a los que consideran responsables de la dramática situación de África. Este auténtico proceso pone en escena a juristas profesionales, representantes de la sociedad civil y actores.
Entre los habitantes que viven en este patio y que se dedican a lo suyo está Melé, cantante en un bar, y su marido, Chaka, sin trabajo.

## Valoración histórica
La película representa fielmente la realidad, pues tanto las preocupaciones de la población maliense como los intereses de los representantes del Banco Mundial y el Fondo Monetario Internacional se ajustan de forma acorde con lo que acontecía en el año 2006, fecha en la que comienzan a llegar una serie de ayudas a Malí, aunque estas sean insuficientes, por parte de algunas instituciones internacionales y de estados soberanos como España o Estados Unidos.
El personaje de Mr. Rappaport, interpretado por el propio Roland Rappaport, supone una visión total a la del personaje que encarna el actor en este largometraje, pues en la vida real se trata de un militante comunista, afiliado al Partido Comunista de Francia y simpatizante del Partido Comunista Argelino, que apoyaba su independencia de Francia a través de una guerra revolucionaria contra dicho país. Los personajes defensores de la condenación de deuda acumulada por Malí y aquellos partidarios de anteponer los intereses de Malí sobre los del marco internacional es igualmente válido a nivel histórico, pues el país estaba (y sigue estando) sumido en la pobreza. 
También se reflejan en varias escenas el complejo mundo religioso maliense, que está dividido en una mayoría musulmán (que supone en torno al 90%) y una minoría cristiana y de creencias tradicionales (alrededor del 10%). Se representan rezos y ritos propios de ambas religiones en la película. Los idiomas también son una parte fundamental, pues para apelar al tribunal, la mayoría de personajes emplean el idioma oficial reconocido por la Constitución de Malí de 1991, mientras que entre los propios ciudadanos utilizan los idiomas autóctonos (lenguas bambara y senufo).

## Premios
Ganadora del FACE Award en el Festival Internacional de Cine Independiente de Estambul de 2007
Ganadora de la mejor película francófona de los Premios Lumières de 2007
Declarada BIC por la ONU